# Балог, Янош (биолог)

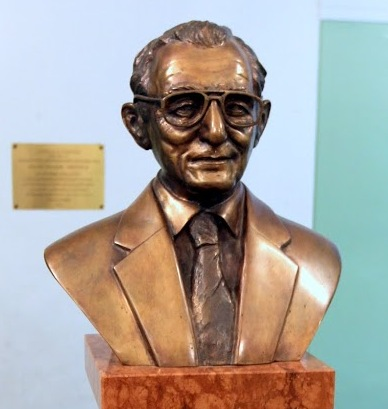
Бюст Яноша Балога

Янош Балог (венг. János Balogh; 19 февраля 1913, Лонка, комитат Мармарош, Австро-Венгрия — 15 августа 2002, Будапешт) — венгерский зоолог, эколог, педагог, профессор, доктор наук, действительный член Венгерской академии наук. Лауреат государственной премии им. Кошута (1963). Лауреат государственной премии Сеченьи (1993). Лауреат премии «Наследие Венгрии» (1997).

## Биография
Сын учителей. Его отец погиб во время Первой мировой войны, мать умерла от эпидемии испанского гриппа, воспитывался у родителей матери.
После окончания Королевского венгерского университета (ныне Будапештский университет) в 1935 году защитил докторскую диссертацию, стал доктором наук.
Трудовую деятельность начал на кафедре зоологии альма-матер. Затем работал в Венгерской академии наук, в 1951 году вернулся в университет в качестве научного сотрудника, где стал одним из основателей и руководителей Исследовательской группы почвенной зоологии (1960—1980). Одним из первых в Европе исследовал зоогенные факторы разложения органического вещества лесных почв.
С 1963 года, будучи членом Венгерского комитета ЮНЕСКО впервые смог возглавить почвенную зоологическую экспедицию в Африку. Позже при поддержке и благодаря своим обширным международным контактам с 1963 по 2001 год организовал ряд зоологических экспедиций по изучению тропических почв в Африку, Южную Америку, Азию, Новую Гвинею, Австралию, Океанию и Новую Каледонию.
Специализировался на арахнологии, внёс большой вклад в изучение пауков и панцирных клещей, а также в изучение экологии экосистем.
Выдающийся деятель международной зоологии и экологии, инициатор венгерских зоофенологических и тропических экологических исследований.
Член Венгерской академии наук c 1965 года. С 1986 года — член Австрийской академии наук.

## Награды
- Орден Заслуг (Венгрия) (2000)
- Премия имени Кошута (1963)
- Премия Сеченьи(1993)
- Премия Pro Natura (1993)
- Премия «Наследие Венгрии» (1997)
- Почётный доктор Будапештского университета (1985)
- Академическая золотая медаль (1995)
- Цепь Корвина (2001)